# Che sarà
Che sarà là một bài hát tiếng Ý, tạm dịch là "Điều gì sẽ xảy ra"), được viết bởi Jimmy Fontana (nhạc) và Franco Migliacci (lời bài hát) cho nhạc hội Sanremo năm 1971. Cho đến năm đó, mỗi bài hát được trình diễn bởi hai nghệ sĩ hoặc người biểu diễn để giới thiệu tài nghệ của người viết nhạc chứ không phải là ca sĩ.

## Bối cảnh
Che sarà được hát bởi José Feliciano và nhóm Ricchi e Poveri và đứng thứ hai sau bản Il cuore è uno zingaro. Nhà sản xuất nhạc RCA Ý dùng bài hát và đại nhạc hội này như là một cách để lăng xê Feliciano, lúc đó đã là một ngôi sao quốc tế, tại Ý, nhất là khi anh đã biết Jimmy Fontana. Mặc dù Ricchi e Poveri lúc đó còn là nhóm trẻ mới ra lò, họ được lựa chọn để hát phiên bản thứ hai sau khi Gianni Morandi, một ca sĩ Ý nổi tiếng và nghệ sĩ của hãng RCA, đã từ chối để hát bài này. Jimmy Fontana, theo tường thuật, thất vọng bởi quyết định của RCA, rút lui khỏi doanh nghiệp âm nhạc nhiều năm.

## Nội dung
Che sarà kể về nỗi buồn của người ca sĩ bỏ làng mạc quê hương để trốn thoát sự buồn chán (Paese mio che stai sulla collina disteso come un vecchio addormentato, "Làng tôi nằm trên đồi trải dài như một ông già đã mất" ). Anh ấy không biết tương lai sẽ mang lại điều gì, nhưng dù thế nào cuộc sống sẽ vẫn tiếp diễn. Bài hát được lấy cảm hứng từ thị trấn Cortona nhỏ bé của Toscana, nơi nhạc sĩ Franco Migliacci đã sinh sống trong một thời gian dài. Jimmy Fontana dành tặng bài hát cho Bernalda, quê hương của vợ anh.
Thật trùng hợp, nội dung bài hát phản ánh tiểu sử cá nhân của José Feliciano. Anh sinh ra ở ngôi làng miền núi Lares, Puerto Rico và bỏ làng đến Thành phố New York sinh sống. Anh theo chân nhiều người di cư khác từ Puerto Rico. Trên thực tế, bài hát được nhiều người di cư Mỹ Latinh coi là một bài thánh ca thầm kín của những di dân.

## Các bản dịch ra các tiếng khác
| Quốc gia     | Tựa         | Nghệ sĩ                 |
| ------------ | ----------- | ----------------------- |
| Iceland      | Góða ferð   | BG og Ingibjörg         |
| Bulgaria     | Spri do men | Lea Ivanova             |
| Thụy Điển    | Aldrig mer  | Hootenanny Singers      |
| Cộng hòa Séc | Nádherná    | Pavel Novák             |
| Pháp         | Qui saura   | Mike Brant              |
| Việt Nam     | Đôi bờ      | Anh Tú, Lê Cát Trọng Lý |